# DSB řada MX
Řada MX je lehčí variantou lokomotiv řady MY DSB určenou pro vedlejší tratě s málo únosným svrškem.

## Historie
Po úspěchu lokomotiv řady MY se DSB začaly poohlížet po podobné lokomotivě, která by nalezla uplatnění na tratích, kde řada MY nevyhovovala svými nápravovými tlaky. Firma NOHAB nabídla lehčí a o něco kratší variantu typu AA16 s dvanáctiválcovým dvoutaktním motorem typu 567C a s hmotností pod 90 t.
První lokomotiva č. 1001 přijela do Dánska v roce 1960 a brzy získala stejnou oblibu, jako její větší sestry. Dodávky 45 strojů se uskutečnily ve dvou sériích. V letech 1960 - 1961 bylo dodáno prvních dvacet lokomotiv s motory 567C o výkonu 1047 kW, V letech 1961 - 1962 následovala druhá série 25 strojů s motory 567D1 o výkonu 1064 kW. Obě varianty motorů měly vrtání 216 mm, zdvih 254 mm a maximální otáčky v rozmezí 800 - 900 min-¹. Lokomotivy řady MX se na první pohled liší od řady MY přerušenou větrací mříží v bočnici skříně.
Lokomotivy jsou vybaveny vícenásobným řízením podle norem USA, které pracuje se stejnosměrným napětím 650 V. Stroje 1011 - 1020 byly vybaveny dálkovým ovládáním z řídícího vozu a byly nasazeny na vratných soupravách v kodaňské příměstské dopravě.
Do roku 1993 byly všechny vyřazeny z provozu DSB a většinou prodány soukromým dopravcům.